# Giẻ cùi lam
Giẻ cùi lam (Cyanocitta cristata) là một loài chim thuộc họ Quạ, là loài bản địa của Bắc Mỹ. Chúng sống ở khắp miền Đông và Trung Hoa Kỳ và miền Nam Canada, những cá thể sống ở miền Tây có thể di cư. Loài này sinh sản trong các khu rừng rụng lá và rừng tùng bách, và thường gần các khu dân cư. Chúng thường có màu lam với ức và bụng màu trắng, và mào màu lam. Nó có vòng lông hình chữ U màu đen quanh cổ và viền đen sau mào. Không có sự khác biệt về kích thước và bộ lông giữa con đực và cái, và bộ lông không thay đổi trong năm. Có 4 phụ loài của loài này đã được ghi nhận.
Giẻ cùi lam ăn chủ yếu là các loại hạt, cây sồi, trái cây mềm, động vật chân đốt, và thỉnh thoảng ăn các loài động vật có xương sống nhỏ. Chúng đặc biệt nhặt thức ăn từ cây, cây bụi, và trên mặt đất, mặc dù đôi khi săn bắt côn trùng. Cả chim bố và mẹ cùng xây tổ hình chiếc cốc hở trên nhánh cây. Tổ có thể chứa 2 đến 7 trứng, các trứng có màu lam hoặc nâu nhạt với các đốm màu nâu. Chim mới nở được mẹ mớm mồi trong vòng 8-12 ngày. Chúng ở trong tổ cùng chim bố mẹ trong vòng 1 đến 2 tháng trước khi rời tổ.

## Phân loài
Có 4 phân loài đã được mô tả. Không có ranh giới rõ ràng giữa các phụ loài trên đất liền. Dải phân bố của các nhóm ven biển được xác định rõ hơn.
- Cyanocitta cristata bromia – Giẻ cùi lam phía bắc

Canada và bắc Hoa Kỳ. Phụ loài lớn nhất với bộ lông gần như sẫm tối. Màu lam thì nhạt hơn.
- Cyanocitta cristata cristata – Giẻ cùi lam ven biển

Bờ biển Mỹ từ North Carolina đến Texas, trừ miền nam Florida. Màu lam sặc sỡ và kích thước trung bình.
- Cyanocitta cristata cyanotephra – Giẻ cùi lam ở trung bộ

Nội địa Hoa Kỳ, chuyển tiếp với C. c. bromia về phía bắc. Kích thước trung bình, màu lam khá sẫm tương phản rõ ràng với phần bụng rất trắng.
- Cyanocitta cristata semplei – Giẻ cùi lam Florida

Miền nam Florida. Phụ loài nhỏ nhất, có màu rất giống màu sắc của C. c. bromia.

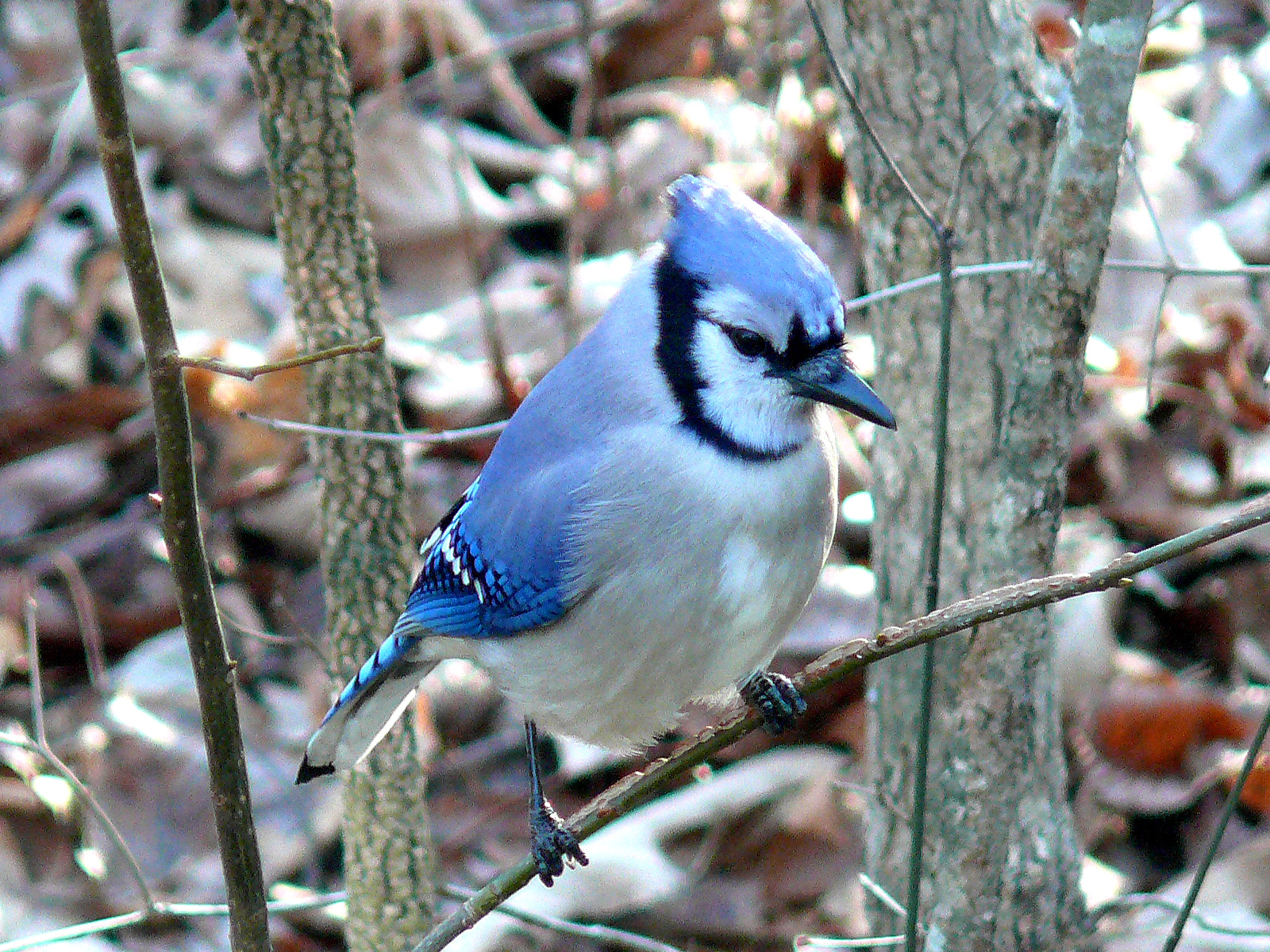
Cyanocitta cristata cristata màu sáng ở quận Johnston, North Carolina
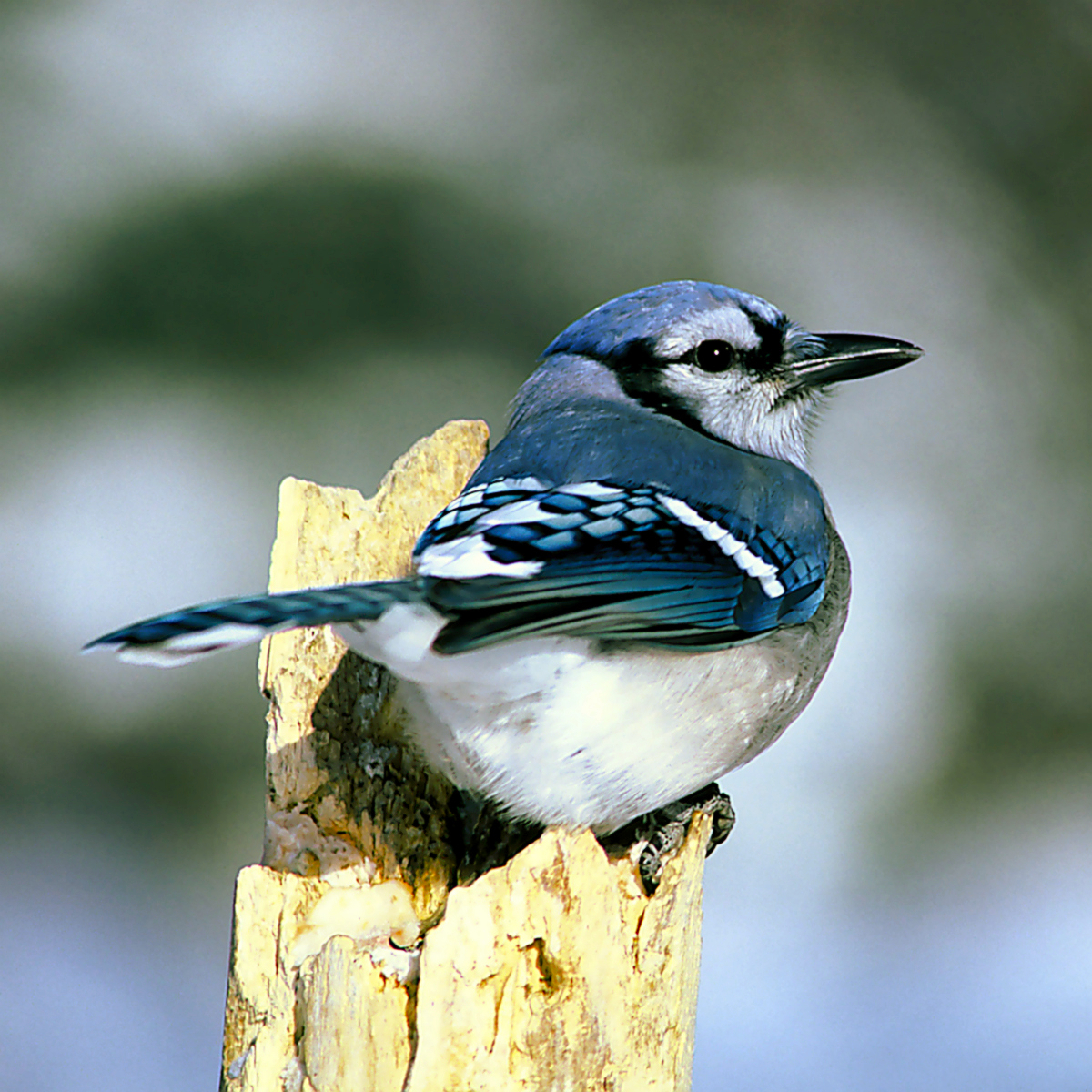
A C. c. cyanotephra ở Khu trú ẩn động vật hoang dã quốc gia DeSoto, Iowa
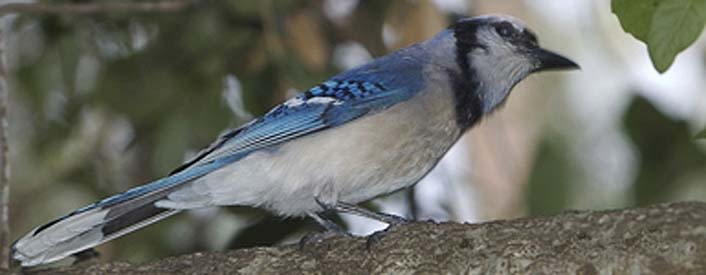
C. c. semplei, dạng nhỏ, ở quận Collier, Florida
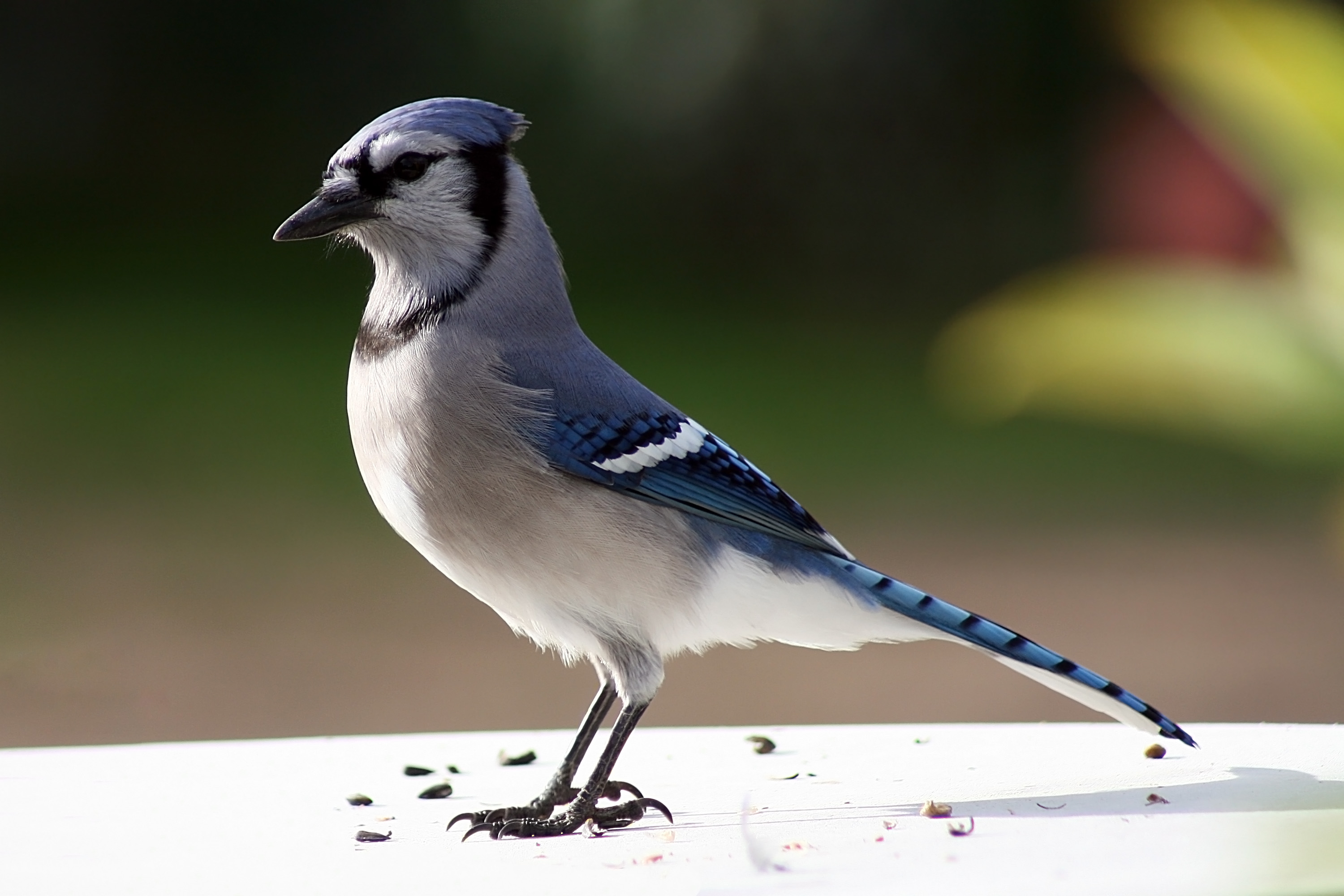
C. c. bromia ở Muskoka Lakes, Ontario